# Junior Barry
Pour les articles homonymes, voir Barry.

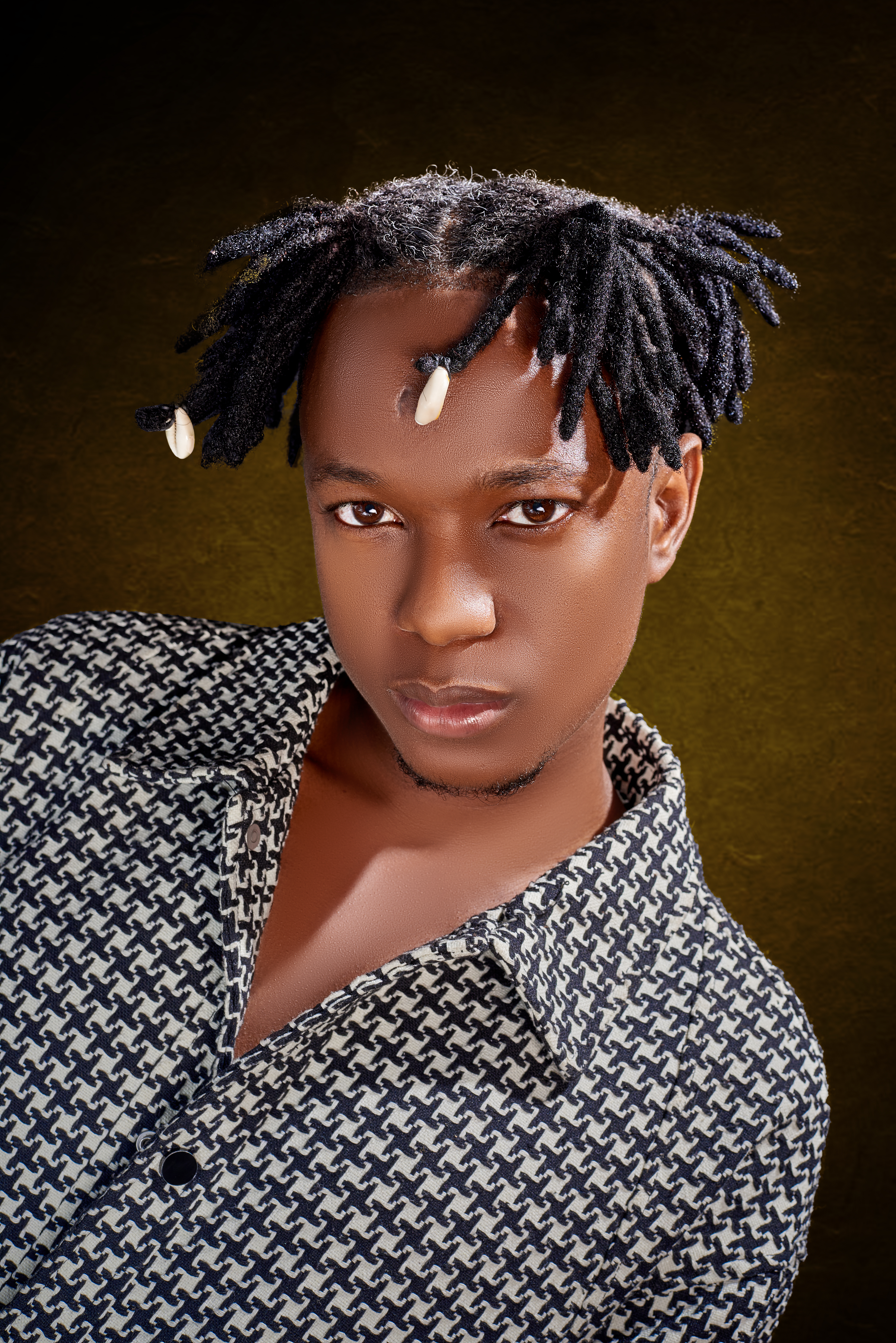

Junior Barry de son nom de naissance Thierno Hamidou Barry, né en 1994 à Conakry en république de Guinée, est un artiste, chanteur et Interprète guinéen.

## Biographie
Junior Barry né en 1994 à Conakry, il a commencé sa carrière d'artiste  dès l'âge de onze ans et en 2008, il rejoint le groupe de rap Roi du ghetto composé de quatre autres copains qui sera d'une courte durée avant de quitte le groupe.

## Carrière musicale

### Début
Junior Barry a commencé sa carrière d'artiste en 2005 et dès 2008, il rejoint le groupe de rap Roi du ghetto composé de quatre autres copains qui sera d'une courte durée avant de quitte le groupe. En 2013, Junior Barry rejoint le groupe urban radical. En 2013, il participe au concours de chant organisé par Tinkisso record en collaboration avec le groupe Evasion Guinée et fini finaliste du concours  Urban clash music avec le tube Honto Wondha, qu'il va enregistrer en décembre 2015 en Guinée Star compilation réalisé par Tinkosso record. Apres cette compétition, il sera invité à des kermesses dans les écoles et fait des premières parties des concerts, spectacles et festivals à Conakry notamment lors du festival Urban Afrika et le festival Manifest.
En juillet 2016, Junior Barry accompagne le chanteur Steve One Locks dans une tournée de dix jours en moyenne guinée. En décembre 2016, il participe au festival des Arts de Guinée (FESTAGUI) à Dabola.

### En suite
En 2018, Junior Barry sort  Nebinho, temedi puis s'en n'est suivi de Modima avec un EP de 5 chansons. Le 18 octobre de la même année, il reçoit une première consécration étant nommé ambassadeur de l'ONG français ASEFCE (Africa Solidarité Emploi Formation Création d'Entreprise),. En mars 2018, Junior Barry rejoint le nouveau label Djigui production dont il est le premier artiste. Avec cette structure, il décide de chanter pour le footballeur franco-guinéen Paul Pogba, sortie le 22 mars 2019. Il  enchaîne avec Itaka digné en août 2019.
En 2021, il réalise trois chansons kôtô en janvier, suivie de M'boudi en août 2021 et en décembre 2021, il sort Déwi qui sera sélectionnée dans la playlist Hit des platines de la Radio France internationale (RFI) et de Trace Africkora. La même année, Junior Barry sera nommée à la troisième édition des Victoires de la musique guinéenne dans la catégorie artiste révélation de l'année. En décembre 2021, il fera des prestations à la maison des jeunes de Mamou le 4 décembre et au centre culturel de Sangarédi le 24 décembre. En février 2022, il fait sortir son clip Kongol an et en mars 2023, il reçoit un trophée internationale à Conakry en tant que meilleur artiste révélation de la musique africaine lors de la nuit du mérite organisé par la structure Tournée Africaine de Coopération (NM-TAC) 2021-2022.
Le 1er octobre 2022, il est invité à ce produire au stade général Lansana Conté de Nongo au concert dédicace de l'album Évolution 2 de Soul Bang's. Le 02 octobre 2022 au complexe Souaré Club Hôtel de Yorokoguia à Dubreka. Le 05 novembre 2022 au stade de 1er Mai de Boké lors de la 1ère édition de Kalac Music Tour et le 04 décembre 2022 au Stade Général Lansana Conté de Nongo au concert dédicace de l'album Champion-Youth Vol1 de King Alasko.
Le 30 décembre 2022 à Kamsar,, il participe au Festival Panafricain des Grillades puis du 1er janvier au 06 janvier, il effectue une tournée dans la ville de Télimélé notamment à la maison des jeunes de Télimélé le 1er janvier 2023, le 02 janvier 2023 à Kambanya centre, le 05 janvier 2023 à Sogoroyah et le 06 janvier 2023 au Night Club GMK. En février 2023, junior se produit en Guinée forestière à l'occasion de la 3è édition du festival des arts de la forêt à Nzérékoré,.

### Parcours international
Junior Barry découvre la scène internationale en 2022, avec un double concert en Gambie respectivement le 15 janvier au Manjai park et le 16 janvier au Brikama Joko,. En mars 2023, Junior Barry entame une tournée européenne notamment le 04 mars à Ratingen en Allemagne, le 17 mars à l'opéra Nazar, Liège en Belgique et le 18 mars à Krystal Évent Palast de Bremen en Allemagne,.
En 2024, il a participé à la 7e édition du PANAF (Festival Panafricain) en Belgique CharleRoi, rue des olympiades 2,6000 dans la salle DOME et a été nommé au Zikomo Africa Awards en Afrique de Sud dans la Catégories Best Zikomo Upcoming Artist of the year.

## Discographie

### Collaborations
Junior Barry a fait trois collaborations notamment ː
2019 ː Anytime feat Safa Diallo
2023: Néné en feat Habib Fatako
2024: l'hymne de la Renaissance Paradis acte 2.

## Prix et reconnaissances
- 2021 : nommée dans la catégorie meilleur artiste révélation de l’année lors de la troisième édition des victoires de la musique guinéenne à Conakry (Guinée).
- 2022 ː Meilleur artiste révélation de la musique africaine lors de la nuit du mérite organiser par la structure Tournée Africaine de Coopération (NM-TAC) 2021-2022 à Conakry (Guinée)[8].

## Galeries

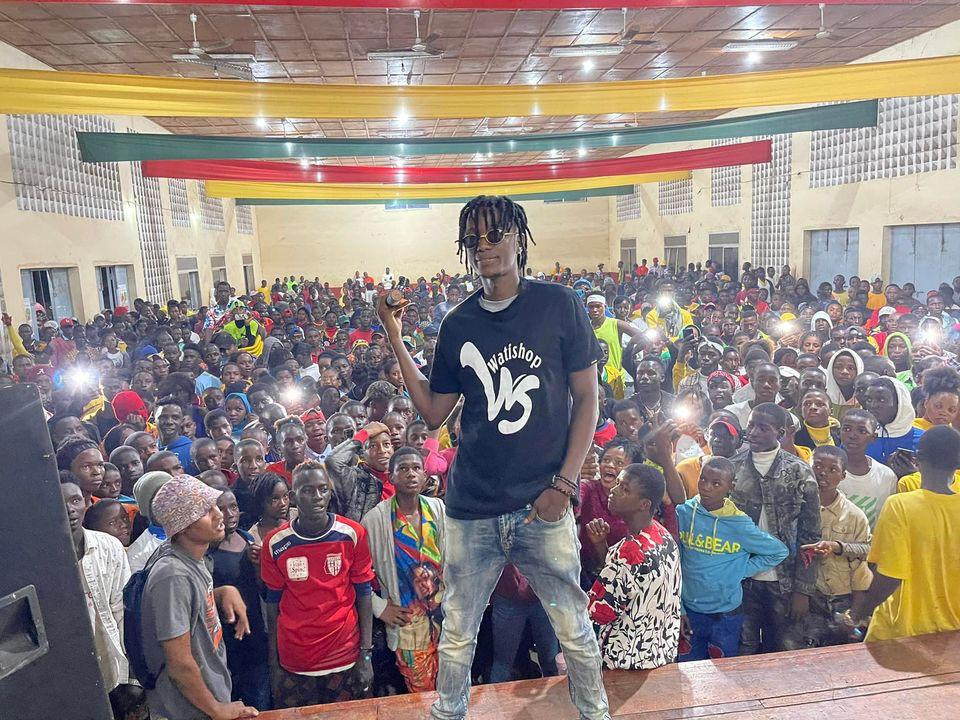
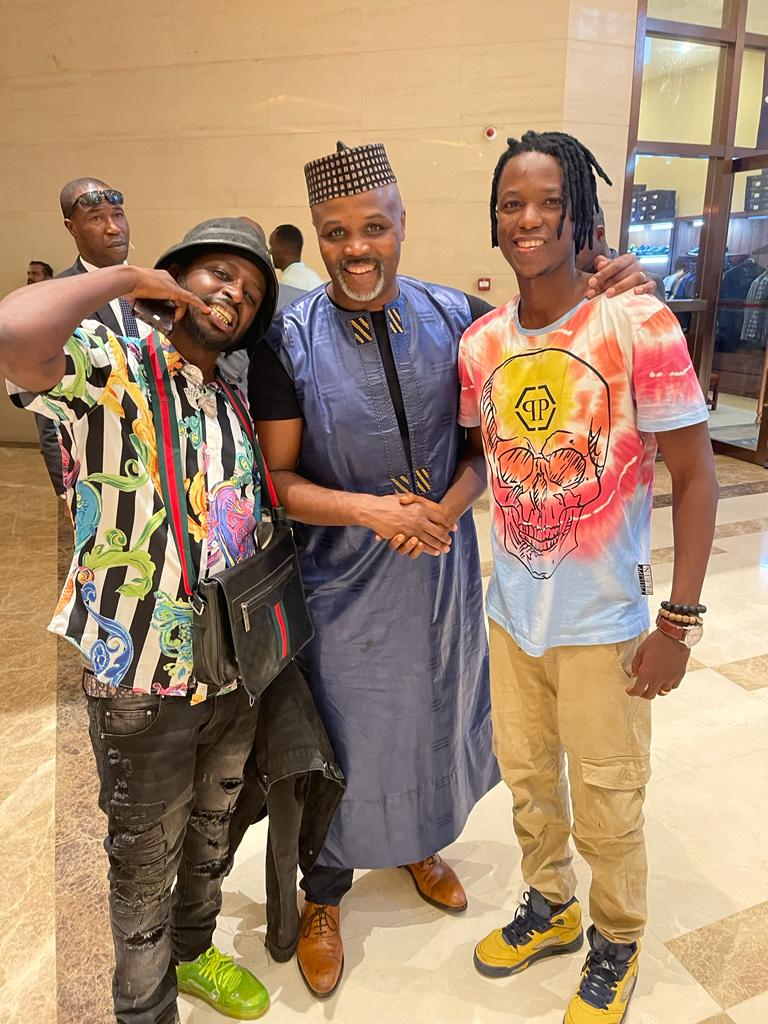
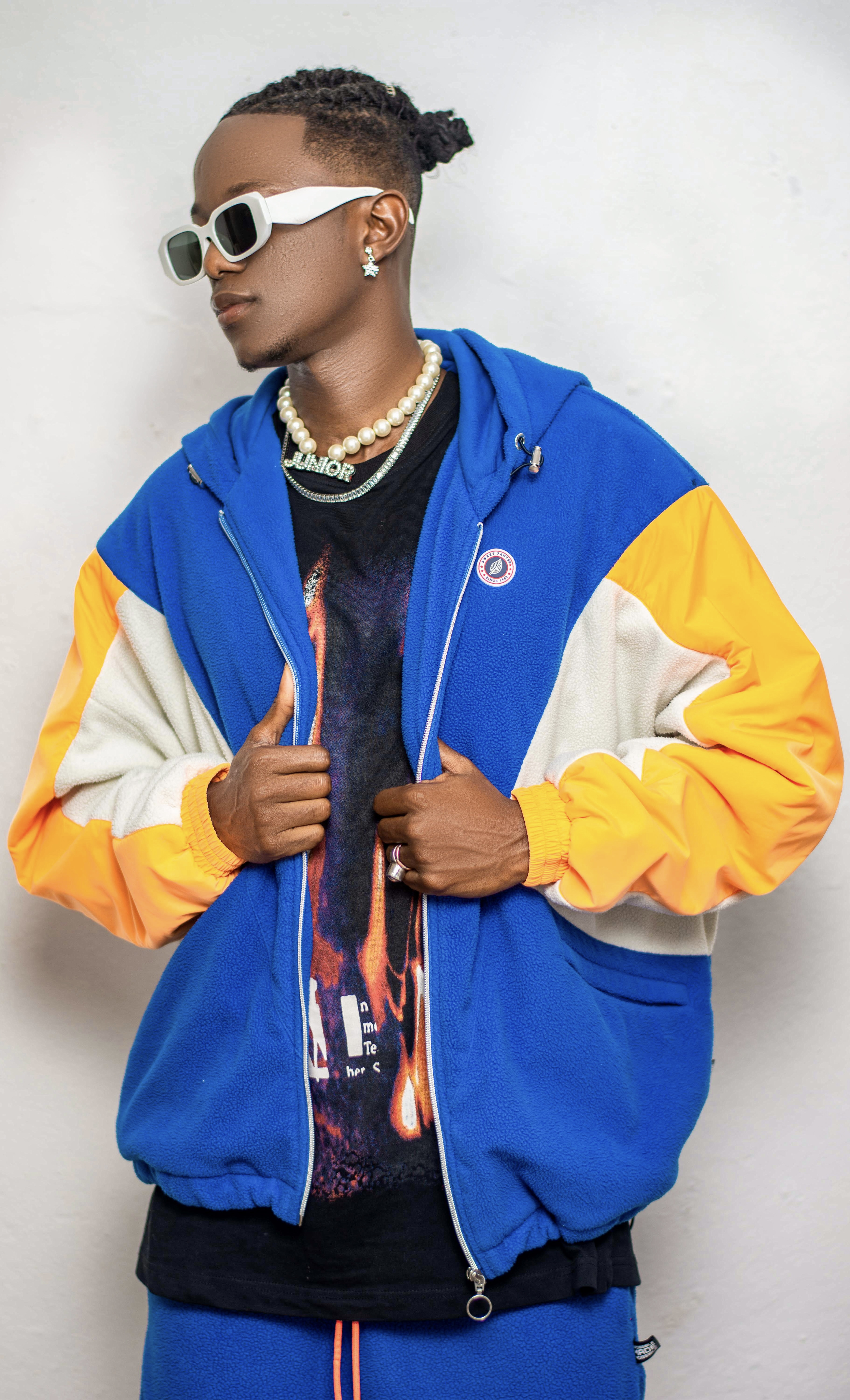